# تشرونی ویزد (ناحیه بنشوف)
تشرونی ویزد (ناحیه بنشوف) (به چکی: Červený Újezd) یک منطقهٔ مسکونی در جمهوری چک است که در ناحیه بنشوو واقع شده‌است.